# Монеронское землетрясение (1971)
Монеронское землетрясение произошло 5 сентября 1971 года в 05:35:27 по местному времени (18:35:27 5 сентября по Гринвичу). Характеризовалось выбросом лав, образованием цунами. Также привело к существенным изменениям в рельефе острова Монерон.
Данное землетрясение стало следствием мощной разрядки напряжения, которое за несколько десятилетий накопила в себе Западно-Сахалинская система тектонических разломов, которая протягивается под дном Татарского пролива вдоль западного побережья острова Сахалин до перешейка Поясок. Эпицентр располагался к северо-востоку от острова Монерон.
Данное землетрясение стало самым сильным за предшествовавшие ему сто лет. Сила у очага составила М = 7,5 баллов (на побережье Сахалина — 7,0) при глубиной очага от 5 до 20 км (в среднем H " 18 км). После землетрясения сейсмический режим на Монеронском участке Западно-Сахалинской зоны разломов вошёл, по мнению геологов, в относительно спокойную «фоновую» стадию.